# Кафана Три листа дувана
Кафана „Три листа дувана“ у Београду, подигнута је 1882. године и налазила се у згради стамбено-пословне намене на углу улица Булевара краља Александра и Кнеза Милоша. Исте године када је зграда подигнута, Коста Лазаревић је отворио кафану на свом плацу. Представљала је непокретно културно добро као споменик културе.
Иако заштићена, зграда је срушена 1989. године, јер је на том месту планирана изградња хотела "Хилтон".

## Опис зграде
Зграда је била једноспратна, изведена у стилу неоренесансе, са стилски декорисаном фасадом. Приземље је било намењено кафани, а током каснијих преправки отворени су локали. Фасаду спрата карактерисао је уједначен ритам прозорских отвора уоквирених шамбранама, док су међупрозорска поља подељена пиластрима који су завршени композитним капителима.
Чеона фасада акцентована је забатом на атици и у зони спрата балконом са оградом од кованог гвожђа. На згради се истицала и улазна капија са холом. Преправке на згради су обављене 1928. године, када су имање купили Илија и Петар Хаџи Галић, према плановима Боривоја Гаџића.
На првом спрату било је смештено геодетско одељење Министарства војног. Управо је овде, 14. марта 1883. године, инсталирана прва телефонска линија у Београду, дуга 300 m. Кафана „Три листа дувана“ све до почетка двадесетих година 20. века, била је један од репрезентативнијих објеката на простору између данашњих улица Булевар краља Александра, Кнеза Милоша, Крунске и Ресавске.

## Рушење зграде
Зграда у којој се налазила кафана "Три листа дувана" је срушена 1989. године, као и део Музичке школе "Станковић", јер је планирана изградња хотела "Хилтон". У међувремену је избио грађански рат, па градња хотела није почела, а после тога град је уступио локацију ради изградње Београдског бизнис-центра. Ни ова замисао није реализована, па је 1995. године одлучено да се отвори привремени паркинг који се неколико година налазио на овој парцели, која је власништво породице Хаџи Галић.
Године 2007 на овој парцели започети су радови на изградњи модерног пословног објекта, амбициозно дизајниране зграде "Три листа дувана", једне је од најатрактивнијих у Београду. Ово здање, високо осам спратова и површине 8.000 m², спаја две најважније саобраћајнице у центру - Булевар краља Александра и Улицу кнеза Милоша, а висином доминира над Пионирским парком. Са радовима се стало када је објекат озидан. Зграда од краја 2022. године функционише као пословни центар.